# Manuale del perfetto Single
Manuale del perfetto Single è un manuale del 2002 dello scrittore italiano Aldo Busi.

## Contenuti
Questo volume è dedicato dall'autore a tutti coloro che, pur vivendo orgogliosamente da soli, non hanno ancora imparato a vivere la loro "singletudine" in piena felicità.

## Edizioni
- Manuale del perfetto single (e della piùccheperfetta fetta per fetta), Milano, Mondadori, 2002.